# Ivanhoe (comté de Tyler, Texas)
Pour les articles homonymes, voir Ivanhoe.
Ivanhoe est une ville du comté de Tyler, au Texas, aux États-Unis,.

## Démographie
Lors du recensement de 2010, la ville comptait une population de 887 habitants. Elle est estimée, en 2015, à 1 403 habitants.

### Source de la traduction
- (en) Cet article est partiellement ou en totalité issu de l’article de Wikipédia en anglais intitulé « Ivanhoe, Tyler County, Texas » (voir la liste des auteurs).